# Centre d'Estudis del Maestrat
El Centre d'Estudis del Maestrat (CEM) és una associació cultural amb la finalitat d'investigar, estudiar, difondre i divulgar la història, l'art, la geografia, l'arqueologia i la sociologia del Maestrat. Formalment és un institut d'estudis comarcals valencià (Ideco) format l'estiu de 1982 quan un grup d'estudiosos i amics, principalment docents i procedents de diferents poblacions de la comarca, conscients del patrimoni cultural i natural del Maestrat, van gestionar la formació i posada en funcionament del CEM.
El mes d'agost de 1982 es publicava el seu primer quadern monogràfic, i des de gener de 1983 publica el Butlletí del Centre d'Estudis del Maestrat, inicialment trimestral i des de 1992 bianual. També publica monografies, entre les quals es pot citar "Les cartes de població del Maestrat" de Pere-Enric Barreda. Bianualment l'associació convoca les seues Jornades d'Estudi, on s'entremesclen ponències amb activitats de caràcter cultural. Les Jornades van rodant entre els municipis compresos dins dels objectes d'estudi del CEM. El 2006 comptava amb uns 700 socis.
El 13 de desembre de 2014, a partir de l'Assemblea General Extraordinaria celebrada a Benicarló, es va nomenar a les persones següents com a membres de la Junta Directiva: Joaquín Roca Albalat (president), Joan Ferreres Nos (vicepresident), Antonio Cuenca Caballero (secretari/tresorer) i José Pla Ferrer (vice-secretari).